# Засавці
Засавці (словен. Zasavci) — поселення в общині Ормож, Подравський регіон‎, Словенія.